# Aaron March
Aaron March (* 14. Mai 1986 in Brixen) ist ein italienischer Snowboarder.
March begann seine Karriere im Alter von 15 Jahren in niederklassigen FIS-Rennen, bei denen er seine Ergebnisse kontinuierlich verbesserte und im Januar 2004 erstmals auf dem Podium stand. Kurz darauf folgte sein erster von insgesamt drei Auftritten bei Juniorenweltmeisterschaften. Dort platzierte er sich als 19. im oberen Viertel des Starterfeldes und war zudem drittbester Italiener. Bereits im März 2004 debütierte der Südtiroler in Bardonecchia im Weltcup, verpasste als 57. zwar deutlich eine vordere Platzierung, erhielt aber dennoch seine ersten Weltcuppunkte. In den folgenden Jahren kam March zu regelmäßigen Einsätzen in der Wettkampfserie der Erwachsenen, erreichte aber bis Anfang 2008 kein Resultat unter den besten 20. Dafür gelang dem 20-Jährigen bei der Junioren-WM 2006 im Parallelriesenslalom ein achter Rang.
Trotz der Erfolge im Juniorenbereich und seiner bis dahin 29 Weltcupstarts war Aaron March bis Oktober 2009 „praktisch unbekannt“. Zu Saisonbeginn 2009/10 belegte er jedoch beim Parallelslalom in Landgraaf den vierten Rang. Mit diesem Ergebnis qualifizierte sich der Südtiroler gleichzeitig auch für die Olympischen Winterspiele 2010 in Vancouver, für die er als einer von elf italienischen Snowboardern nominiert wurde. Bei Olympia schnitt March als 15. im Parallelriesenslalom gut ab; er zog als einziger Sportler seines Landes ins Achtelfinale ein und verlor dort das Duell gegen den späteren Silbermedaillengewinner Benjamin Karl aus Österreich. Einen Monat später traten March und Karl ein weiteres Mal gegeneinander an, im Finale des Weltcups in Moskau. Diesmal entschied der Italiener das Rennen für sich, wobei er von einem Fahrfehler seines Kontrahenten profitierte. Im Alter von 23 Jahren erreichte March damit im 37. Weltcuprennen seinen ersten Sieg. Aufgrund dieses Erfolges belegte er am Ende der Saison den guten siebten Rang in der Gesamtwertung der Parallelwettkämpfe.
Im Oktober 2010 fuhr Aaron March beim Saisonauftakt zum Winter 2010/11 erneut auf das Podest. Hinter dem Österreicher Andreas Prommegger und seinem Teamkollegen Roland Fischnaller wurde er Dritter beim Parallelslalom in Landgraaf, wo er ein Jahr zuvor sein erstes Weltcup-Top-Ten-Ergebnis erzielt hatte.
March studiert Wirtschaftswissenschaften an der Universität Innsbruck.